# Diedendorf
Diedendorf es una localidad y comuna francesa, situada en el departamento del Bajo Rin en la región de Alsacia.

## Historia
Pueblo de Nassau-Saarbrücken, en 1559 se pobló de hugonotes que huían de Lorena y Champaña. En 1629 durante la guerra de los Treinta Años fue destruido por las tropas imperiales. Fue anexado por Francia en 1793.